# Тони Ердман
Тони Ердман е германско-австрийска комедийна драма от 2016 година на режисьорката Марен Аде. Филмът дебютира на кинофестивала в Кан през 2016 година, а впоследствие е обявен от много критици и списания за кино като най-добрият филм на 2016 година.
Филмът печели и наградата на Европейския парламент - Лукс, както и 5 награди от 29-и европейски филмови награди - за най-добър филм, най-добър режисьор, най-добър сценарий, най-добър актьор и най-добра актриса. Получава и номинация за Оскар в категорията за най-добър чуждоезичен филм на наградите Оскар през 2017 година.
В България филмът е показван на София Филм Фест през 2017 година.

## Сюжет
Уинфред Конради (Петер Симоничек) е възрастен баща на млада бизнесменка - Инес Конради (Сандра Хюлер), която все по-рядко вижда заради натоварения и график. След поредното и посещение, в което тя не му отделя време, той решава да замине след нея за Букурещ, където дъщеря му отива да живее за известно време във връзка с работата си. Уинфред обича да се шегува и използва чувството си за хумор за да навлезе в работното всекидневие на дъщеря си, което води до множество усложнения и комични моменти.

## В ролите
- Петер Симоничек – Уинфред Конради/Тони Ердман
- Сандра Хюлер – Инес Конради
- Ингрид Бису – Анка
- Люси Ръсел – Стеф
- Михаел Витенборн – Хенеберг
- Томас Лоибл – Гералд
- Влад Иванов – Илиеску